# رودلف منساه
رودلف منساه (بالإنجليزية: Rudolf Mensah)‏ هو لاعب كرة قدم غاني في مركز الهجوم، ولد في 20 مايو 2001 في أكرا في غانا. لعب مع بيرمينغهام لجيون.